# Independencia cultural
«Independencia cultural» es la décima y última canción del álbum Pateando piedras del grupo chileno Los Prisioneros.

## Canción
El tema es un llamado para construir una identidad cultural chilena propia, alejada de los cánones procedentes del primer mundo, en este caso Estados Unidos y Europa. Para llegar a la independencia cultural se empieza primero por cuestionar el concepto de cultura:

En el colegio se enseña que cultura es cualquier cosa rara menos lo que hagas tú.
Los Prisioneros, «Independencia cultural»

Luego se debe continuar por valorarse a sí mismo como cultura y como idiosincrasia:
La canción tiene una atemporalidad impresionante y se puede considerar un pequeño himno de la juventud latinoamericana frente al imperialismo cultural proveniente desde otras latitudes, incluso tratándolo con desprecio. Esto explica por qué el grupo tuvo tanta popularidad en Chile durante los '90 con la banda ya disuelta. 
Si bien esta canción no es tan emblemática en comparación con otras, es una de las más importantes por su aspecto lírico al mostrar el estilo del grupo, lo que la hace una de las favoritas para sus seguidores. 
Cabe destacar que la canción está dentro de la clasificación temática de Los Prisioneros ligada a la identidad latinoamericana, en conjunto con «Maldito sudaca», «We are sudamerican rockers» y «Latinoamérica es un pueblo al sur de Estados Unidos».

## Radio Concierto
Al principio de la canción se puede escuchar a Jorge González (imitando a un locutor de radio) diciendo: «Y ahora en Radio Concert, y sólo por ser hoy 18 de septiembre, presentamos al grupo local Los Prisioneros y su nuevo sencillo, "Independencia cultural"». Esto es porque en 1985, luego de la grabación de su álbum debut, Los Prisioneros habían editado una versión extendida de la canción «La voz de los '80» exclusivamente para ser emitida por Radio Concierto, pero el director artístico de dicha estación, Fernando Casas del Valle, se negó. En esos años, Radio Concierto mostraba nulo interés por Los Prisioneros y programaba únicamente canciones de grupos extranjeros o de conjuntos nacionales más comerciales. Recién en 1990, con la restauración de la democracia en Chile y el lanzamiento del disco Corazones (un álbum más sentimental y menos contestatario que los anteriores), Concierto transmitió por primera vez a Los Prisioneros.
Irónicamente, el eslogan de Radio Concierto entre 2008 y 2014 fue «Concierto, la voz de los '80».

## Otras versiones
En el bootleg que registra el concierto celebrado en el Teatro Cariola en 1985 junto a Aparato Raro, se puede escuchar la letra original de la canción, mucho más agresiva que la de la versión publicada.

## Independencia cultural. Conversaciones con Jorge González, 2005-2020
La canción le da nombre al libro de entrevistas Independencia cultural. Conversaciones con Jorge González, 2005-2020 (2020), de Emiliano Aguayo. En este libro (continuación de Maldito sudaca, de 2005) las reflexiones de Jorge González giran en torno a la agitada realidad país en medio del estallido social, los sueños de una sociedad mejor, la gente en las calles manifestándose, la represión, los íconos de una revolución pop y las razones por las cuales su canción, escrita 33 años atrás y que habla de las diferencias en la educación y las posibilidades de desarrollo, retomó vigencia durante las protestas que se iniciaron en octubre de 2019.